# ابوتراب فرقتی
میرزا ابوتراب بیگ بن علی اَنجَدانی با تخلص و شهرت فُرقَتی (؟ - ۱۷ اوت ۱۶۱۶) شاعر ایرانی و مقام‌دار دربار عباس یکم صفوی بود.

## زندگی
ابوتراب بن زین‌الدین علی بیگ انجدانی در سالی نامعلوم در روستای انجدان فراهان یا جوشقان زاده شد. پدرش دبیر و مستوفی و دیوانی بود. ابوتراب اما در کاشان بزرگ شد. تخلصش نخست کامی بود و سپس از صادقی افشار کتابدار در قطعه‌ای که به او فرستاد، تخلصی درخواست نمود، و او چهار تخلص پیشنهاد داد و ابوتراب از آن میان فرقتی را برگزید.

فرقتی بیشتر عمر خود در کاشان بود، جز دوره‌ای که در اردوی عباس یکم گذارند؛ از این رو به کاشانی نیز شهرت داشت. او در اردوی شاهی به وزارت (پیشکاری) مقصودبیگ، ناظر بیوتات خاصهٔ شاهی خدمت می‌نمود اما در آن شغل دوام نیاورد و به شعرگویی گرایید. او همچنین در خوشنویسی به ویژه شکستهٔ نستعلیق، انشاء، حساب و سیاق ممتاز شد.

فرقتی بر اثر زیاده‌روی در مصرف فلونیا در شب ۴ شعبان ۱۰۲۵/ ۱۷ اوت ۱۶۱۶ درگذشت، «در حالی که هنوز جوان بود لیکن افیون کار او را ساخته و به یکبارگی‌اش از پای در افگنده بود.» در گورستان دشت‌افروز کاشان به خاک سپرده شد.

## آثار
بنا به بررسی ذبیح‌الله صفا نسخه‌هایی از دیوان فرقتی در کتابخانه ملی پاریس برجاست، شامل قصیده، ترکیب، ترجیع، غزل، قطعه، رباعی و مثنوی که مجموعاً حدود دوهزار بیت است.

مثنوی فرقی بر وزن مخزن الاسرار است و آن را میان سال‌های ۱۰۰۵ق-۱۰۱۲ق در کاشان سرود. قصایدش در مدح امامان شیعه و عباس یکم، غزل‌هایش بی‌تخلص و بسیار کوتاه است. «شیوهٔ بیان فرقتی بسیار متمایل به روشی است که در آن به بیان مضمون‌ها و خیال‌های باریک و پردامنه در الفاظ کم، اهمیت داده می‌شد. وی ترکیب‌های تشبیهی و استعاری که بر بنیاد خیال‌های باریک استوار باشد، بسیار دارد و بر روی هم شاعری است مضمون‌آفرین و خیال‌پرداز بی‌آنکه رعایت جانب لفظ را فروگذارد و دچار زیاده‌روی‌هایی گردد.»
ترجیع‌بند ساقی‌نامهٔ او مشهور است که آن را از ساقی‌نامه‌های ارزشمند در ادبیات فارسی می‌دانند آن در بحر متقارب سرود و ابیاتی از آن به صورت ضرب‌المثل درآمده، «بجز رخ تو که تا صبح حشر نورانی است/چراغ هیچ‌کسی تا سحر نمی‌سوزد.»